# Ваксман Мойсей Аронович
Мойсей Аронович Ва́ксман (нар. 1884 — пом. 6 червня 1953, Вінниця) — український радянський архітектор.

## Біографія
Народився у 1884. Навчався у Київському художньому училищі.
У 1914 закінчив Вище технічне училище у Дармштадті.
Помер у Вінниці 6 червня 1953.

## Споруди
Працював у Вінниці. За його проєктами, виконаними з використанням засобів модерну, збудовані:
- особняк на вулиці Пушкіна (1910–1912, тепер туристичий клуб «Меркурій»);
- поштово-телеграфна контора (1910, вул. С. Петлюри (Чкалова), 24[2]);
- готель «Савой» (1912—1913, разом з Григорієм Артиновим);
- кінотеатр (1926);
- житлові будинки (1929–1936);
- поліклініка (1930–1931).

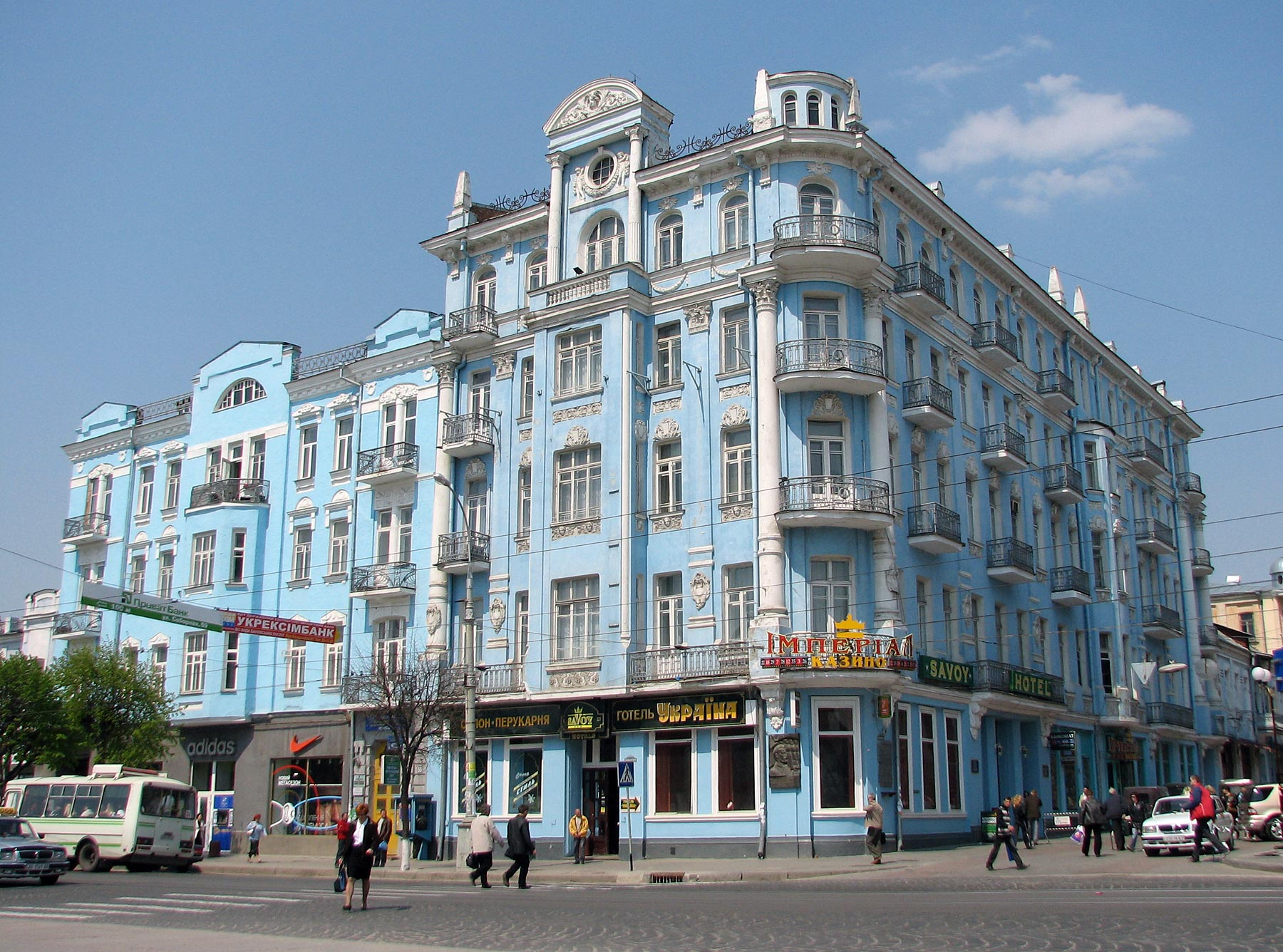
Готель «Савой»
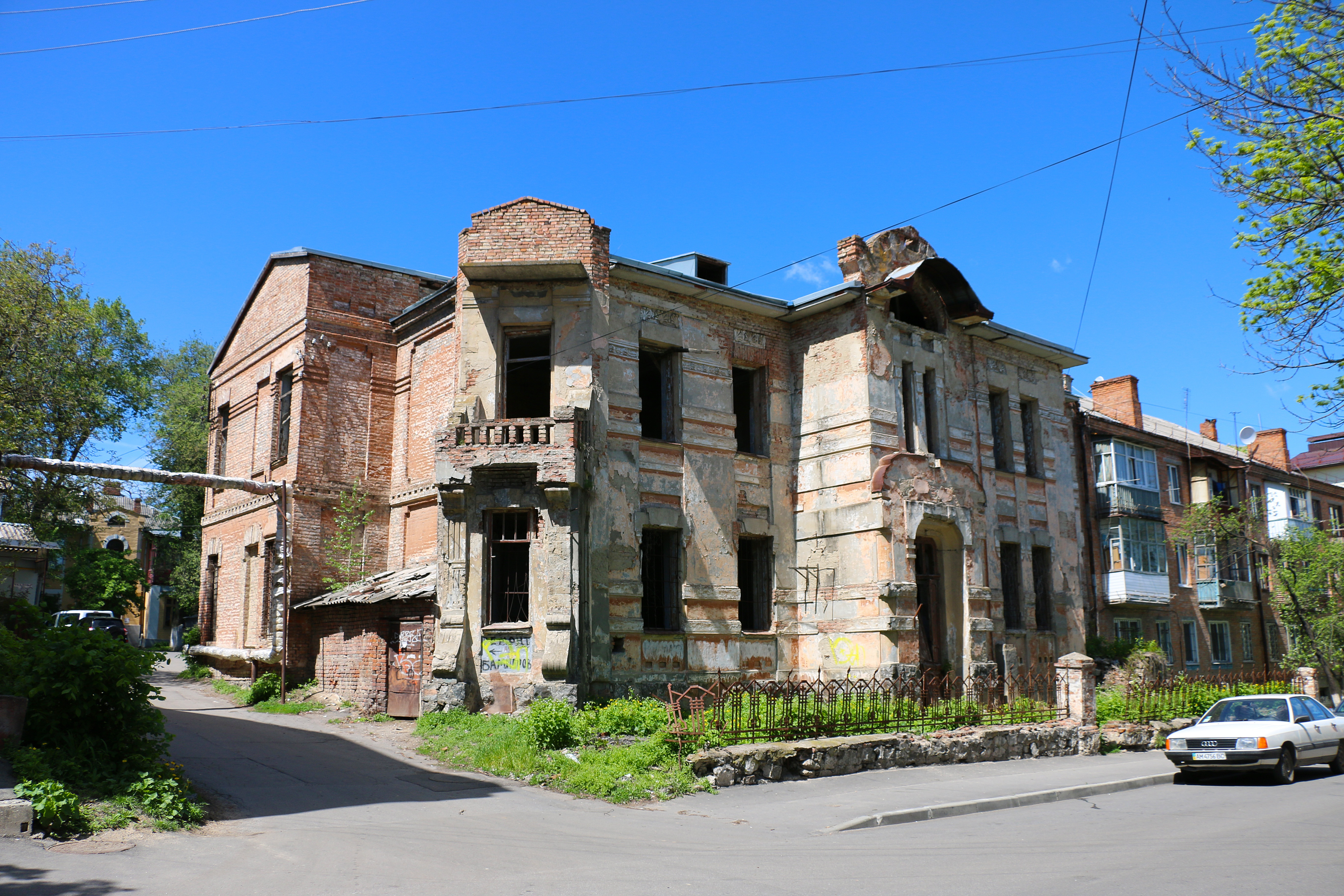
Поштово-телеграфна контора

## Виноски
1. 1 2  Енциклопедія сучасної України — Інститут енциклопедичних досліджень НАН України, 2001. — ISBN 966-02-2075-8
2. ↑  Вінниця – не тільки про фонтани. Історія садиби Львовича. 07.10.2023. Процитовано 01.01.2024.